# セルゲイ・ミハイロヴィチ
セルゲイ・ミハイロヴィチ（ロシア語: Сергей Михайлович, ラテン文字転写: Sergei Mikhailovich, 1869年10月7日 - 1918年7月18日）は、ロシアの皇族。ニコライ1世の孫息子の一人で、ロシア大公の称号を有した。長く軍務につき、第1次世界大戦では砲兵総監を務めた。砲兵大将。セルゲイは1918年7月18日、他のロシア皇族たちと一緒にアラパエフスクで処刑された。

## 生涯
セルゲイはティフリス（現在のトビリシ）近郊のボルジョミで、ミハイル・ニコラエヴィチ大公とその妻オリガ・フョードロヴナ大公妃（バーデン公女ツェツィーリエ）の間の第6子、五男として生まれた。洗礼名は中世の聖人、ラドネジのセルギイに因んで名づけられた。セルゲイは少年時代をカフカースで過ごし、1881年に家族と一緒にサンクトペテルブルクに引っ越した。セルゲイと他の兄弟達は、軍事にしか興味のない父と厳格で冷たい母によるスパルタ式教育を受けた。
セルゲイは他の皇族男子と同じく軍人の道を歩むことを期待され、ミハイロフスキー砲兵学校を卒業後に近衛騎砲旅団に配属された。1891年には皇帝ニコライ2世の副官になり、1899年に司令官に昇進した。そして1904年、近衛騎砲旅団長、陸軍少将となる。翌1905年には父に代わって砲兵総監となり、1916年に更迭されるまで同職にあった。また1908年に最高副官を、1914年に騎兵隊司令官を兼ねた。1916年からは砲兵野戦総監となったが、帝政の崩壊とともに失職した。
セルゲイは190cmをこえる長身で、ミハイル・ニコラエヴィチ大公の子供たちの中では唯一父親譲りの金髪碧眼であった。非常に若いうちに禿げあがり、また美形ぞろいのロシア皇族の中では、一番ぱっとしない容姿をしていた。兄弟と違って数学や物理学に関心が深く、それもあってセルゲイは砲兵の道を進んだ。セルゲイは他のロシア大公たちと同じく非常な大富豪で、皇族年金として20万ルーブルの大金を受け取り、首都郊外の広大な領地から上がる地代も手にしていた。セルゲイはサンクトペテルブルクのミハイロフスキー宮殿に父と、後には長兄ニコライ・ミハイロヴィチ大公と同居していた。宮殿はあまりに広かったため、セルゲイは兄のゲオルギー大公やニコライ大公と会うのに廊下を自転車で移動していた。

### 女性関係
セルゲイはすぐ上の兄アレクサンドル・ミハイロヴィチ大公と非常に仲が良かったが、兄弟は両方とも、従兄の皇帝アレクサンドル3世の娘クセニヤ・アレクサンドロヴナ大公女に恋をした。クセニヤは兄のアレクサンドルを恋人に選び、二人は1894年に結婚した。
セルゲイはまもなく、ニコライ2世の元恋人だったバレリーナのマチルダ・クシェシンスカヤを愛人として囲うようになった。セルゲイはマチルダの後援者となり、彼女のためにストレルナにダーチャ（別荘）を買い与えた。マチルダは野心の強い女性で、ロシア皇族との関係を利用してのし上がろうとしていた。マチルダは1900年、セルゲイの従甥にあたるアンドレイ・ウラジーミロヴィチ大公と出会い、彼とも愛人関係に陥った。セルゲイは二人の関係を容認したため、奇妙な三角関係が始まることになった。このもつれた関係の中、1902年にマチルダは男の子を出産した。セルゲイとアンドレイはともに生まれた男の子の父親を名乗った。マチルダとアンドレイはロシア革命後、マチルダの息子の父親はアンドレイだと主張したが、セルゲイが存命中だったときはセルゲイがマチルダ母子の面倒を見ていた。ウラジーミルと名付けられたこの息子の父親はどちらなのか判然としないが、顔がアンドレイによく似ていたことから、生き延びたアンドレイが実父だろうと推測されている。
この他、1908年に貴族の未亡人ヴァルヴァーラ・ヴォロンツォヴァ＝ダーシュコヴァ伯爵夫人が産んだアレクサンドル（1908年 - 1979年）という男児も、セルゲイの私生児だと考えられている。

### 戦争、革命

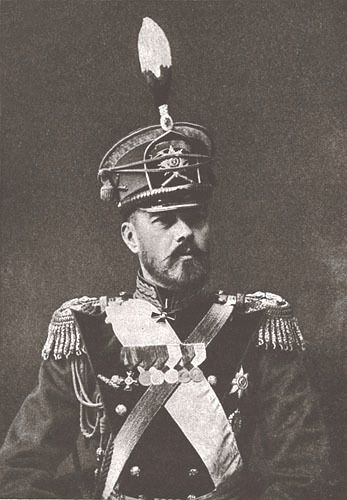
セルゲイ・ミハイロヴィチ大公、第1次世界大戦期

第1次世界大戦が始まった時、セルゲイはリウマチ熱に罹ってバイカル湖で転地療養していたが、重い病気のために半年近く戦線には出られなかった。復帰したセルゲイの指揮する砲兵部では腐敗と怠慢がはびこり、大砲の買い付け契約をめぐる汚職が相次いで発覚した。セルゲイの情婦マチルダ・クシェシンスカヤが自分の私益のために大砲の買い付け契約優先権を握っていたことにも、非難が浴びせられた。大公は砲兵部内の不正を隠せなかったこと、情婦に利権を与えるなど公私混同を働いたことを責められた。砲兵部内に特別委員会が設けられ、1916年1月にセルゲイ大公を砲兵部総監から退けた。
セルゲイはスタフカ（帝国大本営）勤務の野戦砲兵総監に任命された。セルゲイを嫌う皇后アレクサンドラ・フョードロヴナは、夫のニコライ2世にセルゲイの悪口を吹き込んでセルゲイをスタフカから追い出そうとしていた。スタフカに入って以後も、セルゲイの周りには賄賂の噂が絶えなかった。1917年、セルゲイはモギリョフ（現在のマヒリョウ）でニコライ2世が退位文書に署名し、帝政が崩壊するのに立ち会った。セルゲイは長兄ニコライ・ミハイロヴィチ大公から、いま首都に戻ればクシェシンスカヤをめぐるスキャンダルによって罪に問われかねないと助言され、自発的にモギリョフに留まった。しかし、22年間連れ添ったマチルダおよびその息子との縁を切るよう求める長兄の要求には、頑として応じなかった。
セルゲイは1917年6月にペトログラードに帰り、兄のニコライ・ミハイロヴィチ大公が住むミハイロフスキー宮殿に身を寄せた。セルゲイはマチルダに結婚を申し込んだが、彼女はセルゲイに好意はあるものの、愛してはいないと言って断った。そしてマチルダはアンドレイ・ウラジーミロヴィチ大公と一緒に、息子ウラジーミルを連れてカフカースに避難していった。

### 処刑
10月革命の勃発後、ソヴィエト新政権の秘密警察チェーカーは、まだペトログラードに在住しているロマノフ家の男子は申し出るようにとの命令を出した。1918年3月に元皇族たちは再びチェーカーに召集され、ロシア奥地に移送されることになった。セルゲイは個人秘書のフョードル・レメズと一緒に、ウラル山脈のふもとの都市ヴャトカ（現在のキーロフ）に流された。同時に、コンスタンチン・コンスタンチノヴィチ大公の3人の遺児イオアン公、コンスタンチン公、イーゴリ公、そしてパーヴェル・アレクサンドロヴィチ大公が平民女性との再婚でもうけた息子ウラジーミル・パーレイ公爵が同じ町に抑留された。
セルゲイ大公と他の皇族、セルゲイの秘書は1918年5月3日にエカテリンブルクに移送され、そこでアレクサンドラ皇后の実姉であるエリザヴェータ・フョードロヴナ大公妃も彼らと合流し、一緒にホテルで軟禁された。セルゲイ大公らの一行はニコライ2世とその妻子が軟禁されているイパチェフ館のすぐそばにいたが、皇帝一家と連絡を取ることは出来なかった。5月18日、セルゲイらの一行はエカテリンブルクから北に190kmの場所に位置する小都市アラパエフスクに移送された。一行はこの町の小さな廃校の教室に監禁され、セルゲイは秘書のレメズおよびパーレイ公爵と一緒に一つの教室で暮らしていた。一行は赤軍兵士の監視下で町を出歩き、一般人と話したり、祝祭日に教会にいくことも許されていた。やがてこうした行動の自由は徐々に禁じられ、廃校には鉄条網がはりめぐらされた。1918年7月18日、ニコライ2世とその家族が銃殺された翌日、セルゲイを含むアラパエフスクの元皇族たちは、連れの者たちと一緒に町の郊外にある坑道で処刑された。